# Lehmbach (Rösrath)

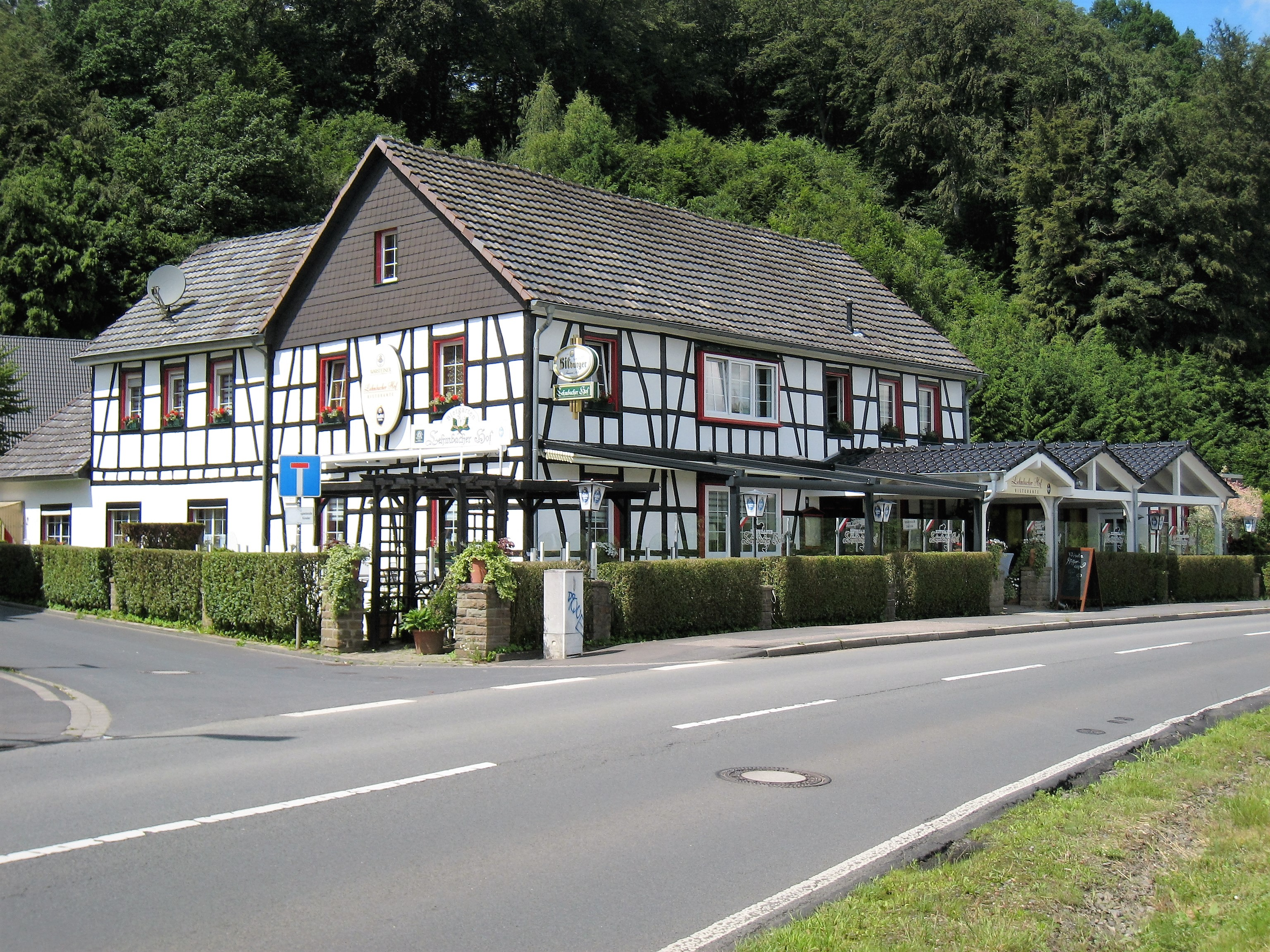
Der Lehmbacher Hof

Lehmbach ist ein Ortsteil der Stadt Rösrath im Rheinisch-Bergischen Kreis in Nordrhein-Westfalen. Er grenzt östlich an den Stadtteil Hoffnungsthal zunächst mit einem größeren Gewerbegebiet und anschließendem Wohngebiet an.

## Geschichte
Die älteste Erwähnung von Lehmbach stammt von um 1100. Der Herrenhof Lehmbach gehörte zu dieser Zeit zur Grundherrschaft Sulsen und Berg; dabei steht Sulsen für das heutige Immekeppel. Im 17. Jahrhundert wird Lehmbach als Hofgericht der Niederen Gerichtsbarkeit erwähnt. Nach einer Teilung des landwirtschaftlichen Betriebs wurde 1876 eine Gastwirtschaft im Haus Lehmbach eingerichtet. Sie entwickelte sich um 1900 zu einem ergiebigen Ausflugslokal mit Postkutschenhaltestelle und späterer Haltestelle der Kraftpost.

## Eisenbahn
Auf der Bahnstrecke Köln-Mülheim–Lindlar erfolgte 1891 die Freigabe der Teilstrecke von Hoffnungsthal nach Immekeppel. Zu dieser Zeit fuhren die Züge ohne Halt von Hoffnungsthal nach Untereschbach durch. Während des Zweiten Weltkriegs fertigte die in Lehmbach ansässige Firma Mickeleit Installations-Produkte für die Organisation Todt und war damit ein so genannter kriegswichtiger Betrieb. Damit das Material schneller abtransportiert und geliefert werden konnte, erhielt Lehmbach 1943 einen eigenen Haltepunkt. Dieser Haltepunkt blieb bis zur Stilllegung der Strecke erhalten. In den 1950er Jahren stand hier ein kleines Wartehäuschen, an dem man Fahrkarten kaufen konnte. Heute steht an dieser Stelle eine Imbissgaststätte.